# Intron

Introny a exony při přeměně pre-mRNA v mRNA

Intron je oblast pre-mRNA, která se nepřekládá do proteinu, ale vystřihuje se během tvorby mRNA mechanismem zvaným splicing. Spolu s exony tvoří základ genu.

## Výskyt
Introny lze běžně nalézt v genomech organizmů z domény Eukaryota, kam se řadí například všechny rostliny, živočichové apod. Introny však byly nalezeny i u archebakterií (zejména v genech pro rRNA a tRNA, ale i v genech kódujících proteiny), v několika případech i u bakterií.

## Vznik a evoluční důsledky
Význam intronů není zcela jistý. Existuje několik teorií, které vysvětlují jejich vznik a význam.

### Parazitický původ
Introny mohly být původně genomoví parazité typu virů a transpozonů, které buňce nepřináší užitek, pouze se množí tím, že se nakopírují a vloží na další místo genomu hostitele. V populaci se šíří vertikálně, tj. z rodiče na potomka. Některé introny jsou schopny autosplicingu, díky čemuž se dokážou vystřihnout z mRNA bez cizí pomoci. Aby introny nezabíjely buňky, musí se dokázat během translace inaktivovat, k čemuž slouží právě splicing.

### Zvýšení evolučního potenciálu
Podle této teorie umožňují introny účinnější vznik nových genů přestavbou starých. Introny se v genech nachází v oblastech, které oddělují jednotlivé proteinové domény. Také mohou usnadňovat crossing-over tím, že snižují pravděpodobnost rekombinace "uvnitř" genové sekvence a tím i poškození genu posunutím čtecího rámce (viz mutace).

### Napojení histonů
Tato hypotéza předpokládá schopnost posunovat histony po DNA tak, že regulují vystavení regulačních míst genu podle toho, jestli je regulační sekvence namotaná na histon, nebo vystavená do cytoplasmy.